# Ембрионални омотач
Ембрионални омотачи (екстраембрионалне опне) не представљају део самог ембриона, али су неопходни за његово развиће и преживљавање (заштита, исхрана, снабдевање кисеоником идр.). У образовању ових структура учествују сва три клицина листа. Ови омотачи образују следеће структуре:
- амнион
- хорион
- алантоис
- жуманцетна кеса

Код нижих кичмењака (рибе и водоземци) од ембрионалних омотача образује се само жуманцетна кеса. Зато се ови кичмењаци називају анамниота.
Код виших кичмењака (гмизавци, птице и сисари) се, поред жуманцетне кесе, образују се и остала три ембрионална омотача: амнион, хорион и алантоис. Ова група кичмењака се назива амниота. Код гмизаваца и птица ови омотачи представљају прилагођеност у развићу јаја која се полажу на копно. Код сисара су прилагођеност на интраутерино (у материци) развиће ембриона па се од једног дела образује постељица.

### Жуманцентна кеса
Жуманцетна кеса има улогу резервоара жуманцета које се преко ње користи за исхрану ембриона. Код сисара ова кеса губи значај у исхрани (исхрана се врши преко плаценте). У жуманцетној кеси сисара и птица настају прве крвне ћелије (од мезодерма) и првобитне герминативне ћелије (од ендодерма). Клицини листови који учествују у образовању ове кесе су ендодерм и мезодерм.

### Амнион и хорион
Амнион и хорион се образују у виду двоструког амнионског набора који обавија ембрион и затвара га у амнионску дупљу. Дупља је испуњена течношћу у којој се ембрион купа (код хуманих ембриона познатија као плодова вода). На амнионском набору се разликују две површине (слоја): 
- спољашња, окренута од ембриона је хорион (кожа) и
- унутрашња, окренута ка ембриону је амнион.

Између амниона и хориона образује се дупља која је названа екстраембрионални целом и ограничена је зидом изграђеном од мезодерм. Тако су спољашњи слој амниона и унутрашњи хориона изграђени од мезодерма, а унутрашњи амниона и спољашњи хориона изграђени су од ектодерма.
Улоге амниона и хориона, код гмизаваца и птица, су:
- заштита ембриона од исушивања (јаје је на копну, а ембрион се развија у води);
- заштита од механичких повреда (као водено јастуче),
- спречавају да се ембрион залепи за љуску јајета.

Истовремено, образовање амнионске дупље удаљава ембрион од површине јајета, односно извора кисеоника.
Код сисара се од хориона образују израштаји у облику ресица (вили) који са зидом материце образују постељицу (плаценту).

### Алантоис
Алантоис настаје као кесаста избочина задњег црева, па се по пореклу сматра мокраћном бешиком. Алантоис продире у екстраембрионални целом и брзо се шири између амниона и хориона, приближавајући се површини јајета код гмизаваца и птица. Код већине сисара залази у хорионске ресице – учествује у образовању плаценте. Алантоис је преко узане дршке у вези са ембрионом. Дршка жуманцетне кесе, алантоиса, пупчане вене и артерије су заједно обухваћене пупчаном врпцом. 
Улоге алантоиса:
- Примарна улога алантоиса, код гмизаваца и птица, је улога мокраћне бешике – одлагање непотребних и штетних материја у облику кристала мокраћне киселине. Секундарна улога је снабдевање ембриона кисеоником.
- Код сисара се задржала секундарна улога алантоиса гмизаваца и птица – снабдевање ембриона кисеоником и хранљивим материјама преко алантоиске мреже крвних судова. У изградњи алантоиса учествују мезодерм и ендодерм.